# IC 4005
IC 4005 ist ein Doppelstern im Sternbild Haar der Berenike. Das Objekt wurde am 27. Januar 1904 von Max Wolf entdeckt und fälschlicherweise in den Index-Katalog aufgenommen.